# Occella iburia
Occella iburia és una espècie de peix pertanyent a la família dels agònids.

## Hàbitat
És un peix marí, demersal i de clima temperat.

## Distribució geogràfica
Es troba al Pacífic nord-occidental: la costa pacífica del Japó.

## Observacions
És inofensiu per als humans.